# Panotima shafferi
Panotima shafferi là một loài bướm đêm trong họ Crambidae.